# نوویه کارامالی
نوویه کارامالی (به لاتین: Novyye Karamaly) یک منطقهٔ مسکونی در روسیه است که در باشقیرستان واقع شده‌است.